# Crónica Mexicana
Die Crónica Mexicana ist ein Werk zur vorspanischen Geschichte des zentralen Mexiko in spanischer Sprache, verfasst von Hernando de Alvarado Tezozómoc, einem Nachkommen der Herrscherfamilien von Tenochtitlán.

## Inhalt
Das Werk erzählt in breiter, an europäische Vorbilder angelehnter Manier die Geschichte der Mexica oder Azteken von ihrer Auswanderung aus dem mythischen Ursprungsort bis zur Ankunft der spanischen Eroberer. Die eigentliche Eroberung ist jedoch nicht mehr enthalten. Das Werk weist so starke inhaltliche Ähnlichkeiten mit dem Geschichtswerk des spanischen Dominikaners Diego Durán auf, dass beide Werke sowie die kürzere historische Zusammenfassung von Juan de Tovar von dem amerikanischen Historiker Robert Barlow 1945 auf eine gemeinsame, allerdings unbekannte Vorlage, die Crónica X, zurückgeführt wurden.

## Manuskriptgeschichte
Das höchstwahrscheinlich als Original anzusehende Manuskript aus der privaten Hans P. Kraus Collection befindet sich durch Schenkung seit den 1970er Jahren im Besitz der Library of Congress. 
Die Geschichte des Manuskriptes dürfte wie folgt verlaufen sein: Geschrieben 1598 gelangte es in den Besitz des aus Texcoco stammenden mestizischen Historikers Fernando de Alva Ixtlilxóchitl. Dessen Sohn schenkte die Sammlung seines Vaters direkt oder über andere Personen dem mexikanischen Historiker Carlos de Sigüenza y Góngora, nach dessen Tod sie um 1700 in das Jesuitenkolleg von San Pedro y San Pablo in Mexiko-Stadt gelangte. Danach verliert sich die Spur des Manuskripts, bis es um 1940 aus dem Besitz der spanischen Adelsfamilie der Condes de Revillagigedo bei dem Sammler Kraus landete.

## Ausgaben
Es gibt mehrere Ausgaben, jedoch keine deutsche Übersetzung. Auf dem besten Text der Library of Congress beruht die an erster Stelle genannte Ausgabe:
- Vázquez Chamorro, Germán, Gonzalo Día Migoyo: Crónica mexicana de Hernando Alvarado Tezozómoc. Madrid, Dastin 2001. ISBN 844-920-216-4 Diese Ausgabe beruht auf dem Text der Library of Congress und ist on-line zu konsultieren: http://www.artehistoria.com/v2/contextos/11502.htm
- Fernando Alvarado Tezozomoc: Crónica mexicana, precedidad del Códice Ramírez, hrsg. von Manuel Orozco y Berra. México 1878. (Nachdrucke 1975, 1980)
- Fernando Alvarado Tezozomoc: Crónica mexicana. México, UNAM 1943 (Text modernisiert; Nachdrucke)